# Вест-Пойнт (Айова)
Вест-Пойнт (англ. West Point) — місто (англ. city) в США, в окрузі Лі штату Айова. Населення — 921 особа (2020).

## Географія
Вест-Пойнт розташований за координатами 40°42′54″ пн. ш. 91°27′8″ зх. д. / 40.71500° пн. ш. 91.45222° зх. д. (40.714963, -91.452281).  За даними Бюро перепису населення США в 2010 році місто мало площу 1,58 км², уся площа — суходіл.

## Демографія
Згідно з переписом 2010 року, у місті мешкало 966 осіб у 432 домогосподарствах у складі 267 родин. Густота населення становила 613 особи/км².  Було 452 помешкання (287/км²).
Расовий склад населення:
| - 99,1 % — білих - 0,3 % — чорних або афроамериканців - 0,1 % — азіатів |

До двох чи більше рас належало 0,5 %. Частка іспаномовних становила 0,9 % від усіх жителів.
За віковим діапазоном населення розподілялося таким чином: 20,7 % — особи молодші 18 років, 56,6 % — особи у віці 18—64 років, 22,7 % — особи у віці 65 років та старші. Медіана віку мешканця становила 44,2 року. На 100 осіб жіночої статі у місті припадало 89,4 чоловіків;  на 100 жінок у віці від 18 років та старших — 88,7 чоловіків також старших 18 років.
Середній дохід на одне домашнє господарство  становив 61 714 долари США (медіана — 52 768), а середній дохід на одну сім'ю — 77 253 долари (медіана — 72 850). Медіана доходів становила 46 765 доларів для чоловіків та 26 964 долари для жінок. За межею бідності перебувало 8,5 % осіб, у тому числі 12,3 % дітей у віці до 18 років та 8,5 % осіб у віці 65 років та старших.
Цивільне працевлаштоване населення становило 507 осіб. Основні галузі зайнятості: освіта, охорона здоров'я та соціальна допомога — 20,7 %, виробництво — 18,7 %, роздрібна торгівля — 13,4 %, мистецтво, розваги та відпочинок — 11,4 %.